# Retrato de uma Menina com Flores
Retrato de uma Menina com Flores (em holandês: Meisjesportret met bloemen) é uma pintura a óleo sobre tela realizada por pelo artista holandês Piet Mondrian em 1900. Este trabalho é diferente dos habituais em Mondrian pois os retratos não eram o seu género; por outro lado, o tipo de pincelada utilizado parece pertencer a um período mais à frente na sua carreira; e porque o quadro transmite uma mensagem melodramática, ausente na obra de Mondrian.